# ارتش چپ ژاپن
ارتش چپ ژاپن (انگلیسی: Japanese Left Army) ارتش ژاپن در حملات ژاپن در قرن شانزدهم در  تهاجم ژاپن به کره (۱۵۹۸–۱۵۹۲) بود. این ارتش تحت فرماندهی اوکیتا هیده‌ایه در اواخر قرن شانزدهم، این بخش عمدتاً از لشکر اول سابق به رهبری کونیشی یوکیناگا، لشکر چهارم به رهبری شیمازو یوشی‌هیرو و هشتم به رهبری اوکیتا هیده‌ایه تشکیل شده بود.

## تشکیلات
- کونیشی یوکیناگا - ۷٬۰۰۰ مرد (小西行長)
- سو یوشیتوشی - ۱٬۰۰۰ مرد(宗義智)
- - ۳٬۰۰۰ مرد Matsura Shigenobu (松浦鎮信)
- آریما هارونوبو ۲٬۰۰۰ مرد (有馬晴信) -
- اومورا یوشی‌آکی ۱٬۰۰۰ مرد(大村喜前) -
- ۷۰۰ مردGoto Sumiharu (五島純玄) -
- هاچیسوکا ایه‌ماسا ۷٬۲۰۰ مرد (蜂須賀家政) -
- ۲٬۰۰۰ مرد Mōri Yoshinari (毛利吉成) -
- ایکوما کازوماسا ۲٬۷۰۰ مرد (生駒一正) -
- شیمازو یوشی‌هیرو ۱۰٬۰۰۰ مرد(島津義弘) -
- شیمازو تویوهیسا ۸۰۰ مرد(島津忠豊) -
- آکیزوکی تانه‌ناگا ۳۰۰ مرد (秋月種長) -
- ۶۰۰ مردTakahashi Mototane (高橋元種) -
- ۵۰۰ مرد Ito Suketaka (伊東祐兵) -
- ۸۰۰ مردSagara Yorifusa (相良頼房) -
- ۱۰٬۰۰۰ مرداوکیتا هیده‌ایه (宇喜多秀家) -
- Ota Kazuyoshi (太田一吉) -
- Takenaka Shigetoshi (竹中重利) -